# William O’Leary
William O’Leary (* 19. Oktober 1957 in Chicago, Illinois) ist ein US-amerikanischer Schauspieler.

## Leben
William O’Leary wurde im Jahr 1957 in Chicago geboren. Seine Schullaufbahn absolvierte er bis 1976 in einem Vorort von Chicago in der Highland Park High. Seinen M.F.A. erhielt er 1982 an der University of Washington in Seattle. Sein Debüt am Broadway feierte er im Jahr 1986. Unter anderem spielte er mit Ed Harris und Judith Ivey. Seinen ersten Auftritt als Filmschauspieler hatte er im Jahr 1987 in Hübsche Mädchen explodieren nicht. Dem deutschen Publikum ist er vor allem aus der Fernsehserie Hör mal, wer da hämmert, in der er die Rolle des Marty Taylor, den jüngeren Bruder des Hauptcharakters Tim Taylor, verkörpert sowie durch seine Rolle aus Alf – Der Film bekannt.

## Filmografie (Auswahl)
- 1987: Hübsche Mädchen explodieren nicht (Nice Girls Don’t Explode)
- 1987: Walker
- 1988: Annies Männer (Bull Durham)
- 1988: Miami Vice (Fernsehserie, eine Folge)
- 1989: Lost Angels
- 1991: Codename Black Angel (Flight of Black Angel)
- 1991: Hot Shots! – Die Mutter aller Filme (Hot Shots!)
- 1994–1999: Hör mal, wer da hämmert (Home Improvement, Fernsehserie, 30 Folgen)
- 1995–1996: Mord ist ihr Hobby (Murder, She Wrote, Fernsehserie, zwei Folgen)
- 1995: Candyman 2 – Die Blutrache (Candyman: Farewell to the Flesh)
- 1996: Alf – Der Film (Project ALF)
- 1997: Mad City
- 1998: Godzilla
- 1999: Chicago Hope – Endstation Hoffnung (Chicago Hope, Fernsehserie, eine Folge)
- 2000: Akte X – Die unheimlichen Fälle des FBI (The X-Files, Fernsehserie, eine Folge)
- 2001: Sabrina – Total Verhext! (Sabrina, the Teenage Witch, Fernsehserie, eine Folge)
- 2002–2003: CSI: Miami (Fernsehserie, zwei Folgen)
- 2003: Terminator 3 – Rebellion der Maschinen (Terminator 3: Rise of the Machines)
- 2004: The Guardian – Retter mit Herz (The Guardian, Fernsehserie, eine Folge)
- 2005: Miss Undercover 2 – Fabelhaft und bewaffnet (Miss Congeniality 2: Armed and Fabulous)
- 2005: Numbers – Die Logik des Verbrechens (NUMB3RS, Fernsehserie, eine Folge)
- 2005: The West Wing – Im Zentrum der Macht (The West Wing, Fernsehserie, eine Folge)
- 2005: Without a Trace – Spurlos verschwunden (Without a Trace, Fernsehserie, eine Folge)
- 2009–2010: Kamen Rider: Dragon Knight (Fernsehserie, 34 Folgen)
- 2009: 24 (Fernsehserie, zwei Folgen)
- 2011: Law & Order: LA (Fernsehserie, eine Folge)
- 2011: Rizzoli & Isles (Fernsehserie, eine Folge)
- 2016: Bosch (Fernsehserie, eine Folge)
- 2017: SEAL Team (Fernsehserie, eine Folge)
- 2019: Navy CIS (Fernsehserie, eine Folge)
- 2020: Shameless (Fernsehserie, drei Folgen)

## Synchronisation
- 2011: L.A. Noire als Frank Morgan

## Wissenswertes
O’Leary spielte im Film ALF, der Film gemeinsam mit Martin Sheen und Jensen Daggett die Hauptrolle. Daggett verkörperte in der Serie Hör mal, wer da hämmert die Rolle der Nancy, die junge Ehefrau von Marty Taylor, der wiederum von O’Leary gespielt wurde.